# Valor dels diners en el temps
El valor dels diners en el temps (en anglès, time value of money, abreujat usualment com TVM) és un concepte econòmic basat en la premissa que un inversor prefereix rebre un pagament d'una suma fixa de diners avui, en lloc de rebre el mateix valor nominal en una determinada data futura. Aquesta preferència és perquè, si l'inversor rep els diners avui, podria reinvertir els diners per obtenir una suma més gran en la data, a causa de l'interès que genera aquesta inversió.
Molts autors relacionen erròniament el "valor dels diners al llarg del temps" amb la inflació. Com s'ha explicat anteriorment, l'inversor podria trobar-se en un context no inflacionista i fer una inversió per obtenir un interès. I si bé és probable que la inflació influeixi en el valor de l'interès generat per la inversió (com més alta és la inflació, més alta és la taxa d'inflació), fins i tot amb una inflació zero, les inversions es fan a un determinat tipus d'interès.

## Càlculs
Totes les fórmules relacionades amb aquest concepte estan basades en la mateixa fórmula bàsica, el valor present d'una suma futura de diners, descomptada al present. Per exemple, una suma FV a ser rebuda d'aquí a un any s'ha de descomptar (a una taxa apropiada r) per obtenir el valor present, PV.
Alguns dels càlculs comuns basats en el valor temps dels diners són:
- Valor present (PV) duna suma de diners que serà rebuda en el futur.
- Valor present d'una anualitat (PVA) és el valor present d'un flux de pagaments futurs iguals, com ara els pagaments que es fan sobre una hipoteca.
- Valor present d'una perpetuïtat és el valor d'un flux de pagaments perpetus, o que s'estima que no seran interromputs ni modificats mai.
- Valor futur (FV) d'una suma invertida (per exemple, en un compte de dipòsit) a una certa taxa d'interès.
- Valor futur d'una anualitat (FVA) és el valor futur d'un flux de pagaments (anualitats), on s'assumeix que els pagaments es reinverteixen a una taxa d'interès determinada.

Hi ha una sèrie bàsica d'equacions que representen les operacions anteriorment llistades. Les solucions poden ser calculades (en la majoria dels casos) usant les fórmules, una calculadora financera o un full de càlcul. Les fórmules estan programades a gairebé totes les calculadores financeres, i alguns programes de full de càlcul també les tenen a disposició de l'usuari (per exemple, PV, FV, RATE, NPER i PMT).
Per a qualsevol de les equacions, les fórmules poden ser utilitzades per determinar qualsevol de les variables desconegudes. Per al cas de les taxes d'interès, però, no hi ha un procediment matemàtic per resoldre-les, per la qual cosa l'única manera de fer-ho és per mitjà de prova i error (per a aquests casos, una calculadora financera o un full de càlcul és summament útil, doncs les proves triguen fraccions de segon).
Les equacions són sovint combinades per a usos particulars. Per exemple, el preu dels bons pot ser calculat usant aquestes equacions.
Per als càlculs sobre anualitats, cal tenir clar si els pagaments es fan a l'inici o al final del període.

## Fórmules

### Valor present d'una suma futura
El valor present dels diners és la suma que una persona estaria disposada a pagar avui a canvi d'una quantitat que rebrà en el futur i està donat per:
{\displaystyle VP\ =\ {\frac {VF}{(1+i)^{n}}}}
on
1. {\displaystyle VP} és el valor en el temps {\displaystyle 0} (és a dir, el present),
2. {\displaystyle VF} és el valor en el temps {\displaystyle n} (futur),
3. {\displaystyle i} és la taxa sota la qual els diners seran augmentats en cada període a través del temps (interès compost),
4. {\displaystyle n} és el nombre de períodes a futur.

Aquesta fórmula és fonamental per determinar el valor temps dels diners; totes les altres fórmules se n'obtenen a partir.
El valor present acumulat de fluxos d'efectiu futurs pot ser calculat sumant les contribucions de {\displaystyle FV_{t}}, el valor del flux d'efectiu en el temps {\displaystyle t} :
{\displaystyle VP\ =\ \sum _{t=0}^{n}{\frac {VF_{t}}{(1+r)^{t}}}}
Noteu que aquesta sèrie pot ser sumada per a un valor {\displaystyle n} donat, o quan {\displaystyle n\to \infty }.

### Valor present d'una anualitat per a n períodes de pagament
En aquest cas, els valors de flux d'efectiu es mantenen constants a través de n períodes. El valor present d‟una anualitat (VPA) té quatre variables:
1. VPA, el valor dels diners a temps t = 0.
2. A, el valor dels pagaments individuals a cada període.
3. i, la taxa de descompte per a cada període.
4. n és el nombre de períodes de pagament.

{\displaystyle VP(A)\,=\,{\frac {A}{i}}\cdot \left[{1-{\frac {1}{\left(1+i\right)^{n}}}}\right]}
Per obtenir el VP d'una anualitat anticipada, multiplicar l'equació anterior per (1+i).

### Valor present d'una anualitat creixent
En aquest cas, cadascun dels fluxos d'efectiu creixen per un factor de (1+g). Similar a la fórmula d'una anualitat, el valor present d'una anualitat creixent utilitza les mateixes variables en addició a g, que és la taxa de creixement de l'anualitat (A és el pagament de l'anualitat al primer període).
{\displaystyle VP\,=\,{A \over (i-g)}\left[1-\left({1+g \over 1+i}\right)^{n}\right]}

### Valor present d'una perpetuïtat
Quan {\displaystyle n\rightarrow \infty }, el PV d'una perpetuïtat (una anualitat perpètua) és una simple divisió:
{\displaystyle PV(P)\ =\ {A \over i}}

### Valor present d'una perpetuïtat creixent
Quan la perpetuïtat anual creix a una taxa fixa (g), cal utilitzar aquesta fórmula. A la realitat, hi ha pocs instruments financers que compleixin aquesta característica. Això no obstant, suposeu que un analista intenta calcular el valor de l'acció d'una empresa que paga dividends. L'analista podrà estimar el pagament de dividends per als propers períodes, però arribarà a un punt en què no podrà continuar estimant cap al futur. A partir d'aquest punt, l'analista ha d'estimar quant pot créixer el pagament de dividends a la perpetuïtat. Per exemple, l'empresa augmentarà els dividends en un 3 % durant els propers tres anys, i per això els dividends augmentaran un 1 % cada any. El valor d'aquesta perpetuïtat es calcula de la manera següent:
{\displaystyle VPGP\ =\ {A \over (i-g)}}

### Valor futur d'una anualitat
- VF(A), el valor de l'anualitat A en el temps = n (futur).
- A, el valor dels pagaments individuals a cada període de pagament.
- i, la taxa d'interès.
- n, el nombre de períodes de pagament.

{\displaystyle VF(A)\,=\,A\cdot {\frac {\left(1+i\right)^{n}-1}{i}}}

### Valor futur d'una anualitat creixent
Consisteix en la idea d'invertir en el moment actual, per obtenir un rendiment en el futur.
- VF(A), el valor de l'anualitat A en el temps {\displaystyle n}.
- A, el valor dels pagaments individuals a cada període de pagament.
- i, la taxa dinterès.
- g, la taxa de creixement a cada període.
- n, el nombre de períodes de pagament.

Quan {\displaystyle i\neq g}, tenim
- {\displaystyle VF(A)\,=\,A\cdot {\frac {\left(1+i\right)^{n}-\left(1+g\right)^{n}}{i-g}}} ,

mentre que si {\displaystyle i=g}, resulta
- {\displaystyle VF(A)\,=\,A\cdot n(1+i)^{n-1}.}